# 小说旬报
《小说旬报》是曾经在上海发行的旬刊，于1914年(民国3年)9月10日由位于上海四马路（现福州路）的国华书局总发行，内容以长短篇小说为主，也有一些弹词和戏剧等。1914年同年9月30日，出至第3期停刊。